# Symmachi

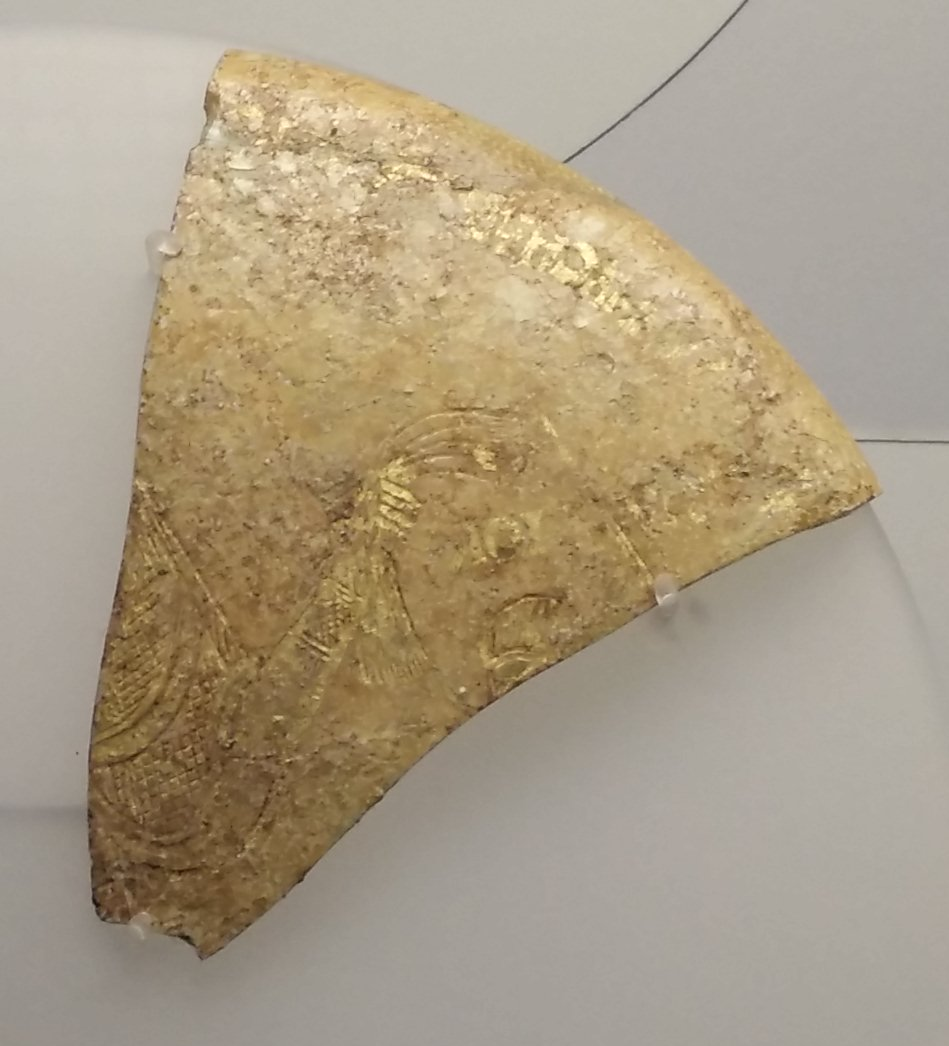
Frammento di piatto di vetro decorato a foglia d'oro e raffigurante Quinto Fabio Memmio Simmaco iunior e il padre Quinto Aurelio Simmaco, che regge la mappa nell'atto di dare il via ai giochi.

I Symmachi furono una famiglia del tardo Impero romano. Membri illustri di questa gens furono:
- Aurelio Valerio Tulliano Simmaco, proconosole d'Acaia e console nel 330.
  - Lucio Aurelio Aviano Simmaco Fosforio, figlio del precedente, praefectus urbi.
    - Quinto Aurelio Simmaco, figlio del precedente, oratore e praefectus urbi. Sposa Rusticiana.
      - una figlia, sposa di Nicomaco Flaviano iunior.
      - Quinto Fabio Memmio Simmaco, figlio del precedente, pretore.
        - Quinto Aurelio Simmaco, probabilmente figlio del precedente, console del 446.
          - Quinto Aurelio Memmio Simmaco, figlio del precedente, console nel 485.

    - Celsio Tiziano.

Ebbero una domus edificata sul Celio a Roma, attualmente posta sotto il policlinico militare.

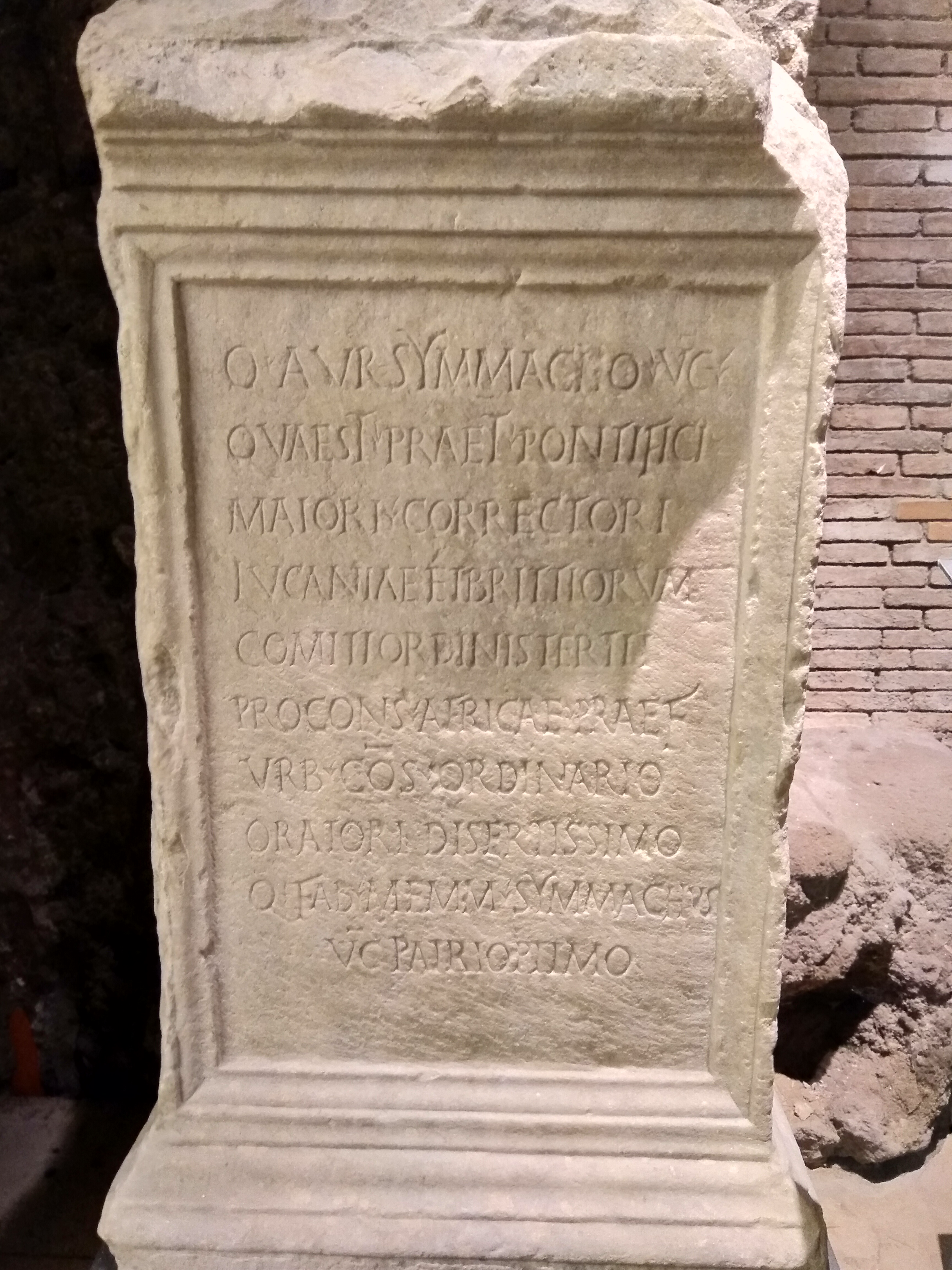
Base della statua eretta da Quinto Fabio Memmio Simmaco al padre Quinto Aurelio Simmaco
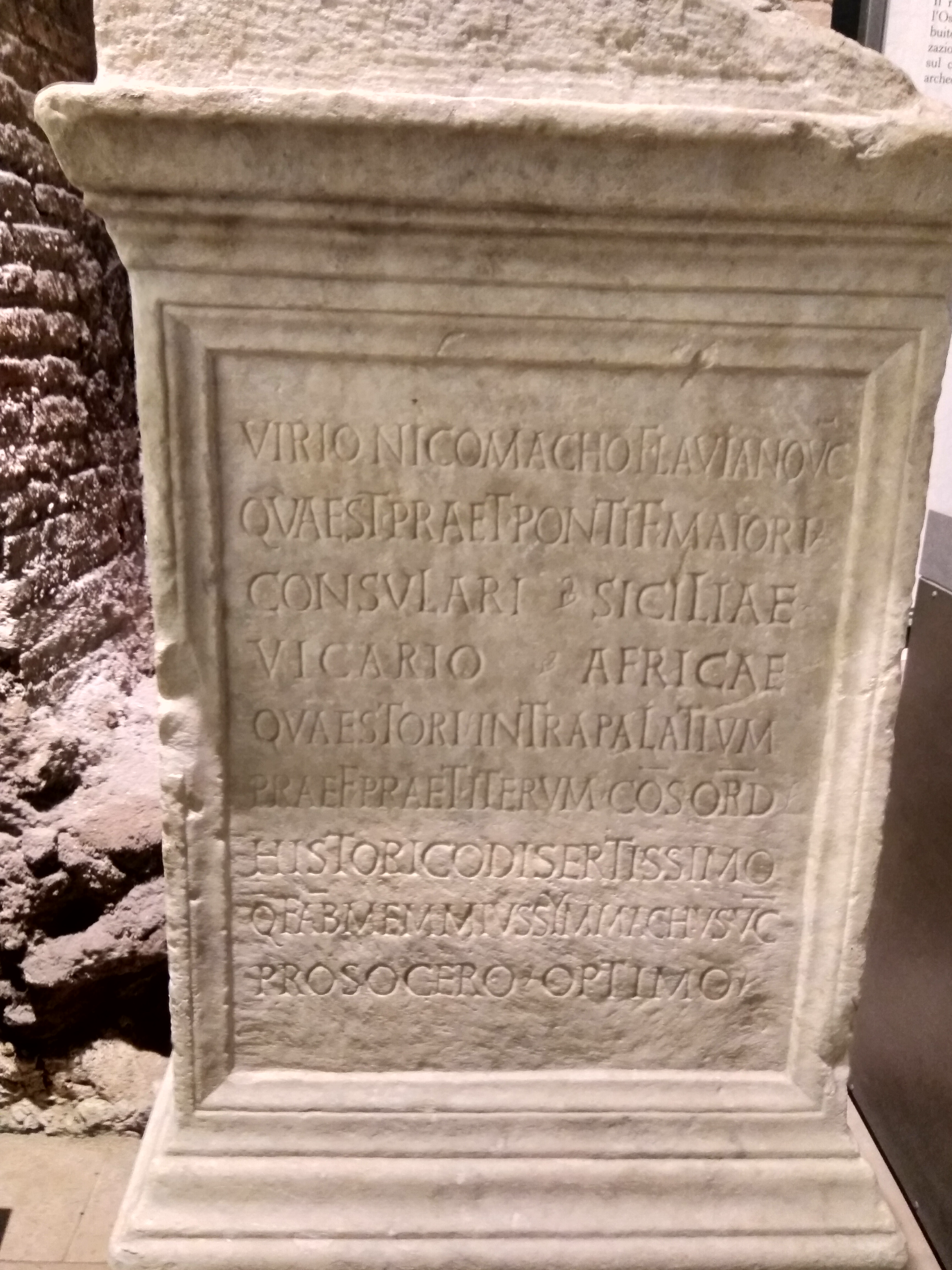
Base della statua eretta da Memmio Simmaco al prosuocero Virio Nicomaco Flaviano